# Олевский, Борис Абрамович
Бори́с Абра́мович (Бу́зи) Оле́вский (идиш בוזי אָליעווסקי‎; 28 июня 1908, Черняхов, Житомирского уезда Волынской губернии Российская империя — июнь 1941, Беларусь) — еврейский советский прозаик, поэт, журналист и переводчик. Кандидат филологических наук (1932).

## Биография
Сын мелкого торговца.
В 1926 году поступил на еврейское отделение литературного факультета во 2-й МГУ. В 1930 окончил Московский педагогический государственный университет, затем — там же аспирантуру (1932). Будучи аспирантом, защитил кандидатскую диссертацию по теме «Творчество Давида Гофштейна».
С 1935 года жил в Биробиджане, работал в газете Еврейской автономной области «Биробиджанер штерн», был ответственным секретарём журнала «Форпост».
С 1939 года — служил в РККА. Участник Великой Отечественной. Лейтенант, командир пулемётной роты. Погиб в начале войны на западной границе СССР.

## Творчество
С 1924 года входил в литературную группу при минской газете «Дэр юнгэр арбэтэр» («Молодой рабочий»). Печататься начал с 1925 года в московском журнале «Юнгвалд» («Молодая поросль»), затем в минском литературно-художественном журнале «Штэрн» («Звезда»). Участвовал в выпусках коллективных сборников и альманахов «Комйуг» («Комсомол»), «Шлахтн» («Битвы»), «Лэбн ун камф» («Жизнь и борьба»), «Декламатор», «Лидэр вэгн дэр ройтэр армэй» («Стихи о Красной армии»), «Фарн hэймланд, ин шлахт!» («За Родину, в бой!»). В 1930 году издал первый поэтический сборник «Ин вукс» («В росте»).
В 1933 году опубликовал книгу «Алц hэхэр ун hэхэр» («Всё выше и выше»), посвящённую авиации и лётчикам, и поэму «Шахтэ» («Шахта»), в 1935 — сборник рассказов для детей «Киндэр фун майн элтэр» («Дети моего возраста»). При его жизни также увидели свет книги «Биробиджанэр лидэр» («Биробиджанские стихи», М., 1938), «Аф биробиджанэр эрд» («На биробиджанской земле», 1940), «Майсэлэх» («Сказки») и др.
Автор стихов о студенчестве, о родных местах, о болезненных процессах переустройства еврейского местечка в первые послереволюционные годы, гражданской войны и особенно в период НЭПа. Основные мотивы его суровой и мужественной лирики и прозы — героика и драматизм гражданской войны, предвидение предстоящей схватки с фашизмом. Под суровостью  Олевского кроется чуткость к людям, глубокая восприимчивость к красоте. Много  строк он посвятил молодёжи, пришедшей на стройки Донбасса и Урала (поэма «Шахта»). Высокого мастерства поэт достиг в изображении величественной дальневосточной природы.
Перевёл на идиш и издал повесть Льва Кассиля «Кондуит и Швамбрания» («Швамбрание», изд-во «Дер эмес», М., 1934) и научно-популярную книгу Сергея Дмитриева «В поисках мамонта» («Кэйн Сибир нох а мамонт», там же, 1935).

## Избранные произведения
- Ин вукс, М., 1930;
- Алц hэхэр ун hэхэр, М., 1933;
- Онhэйб лэбн, («Начало жизни», рассказы), М., 1939;
- А нахт афн Амур («Ночь на Амуре», рассказы), М., 1939;
- Лидэр, М., 1940;
- Аф биробиджанэр эрд, М., 1940;
- Майсэлэх («Маленькие сказки»), М., 1940;
- Ошерл ун зайнэ фрайнт, М., 1947 (в рус. пер. — Ося и его друзья. Предисл. Э. Казакевича, М., 1956;
- В ясном рассвете, М., 1960.